# Universitätsstraße (Wien)
Die Universitätsstraße in Wien führt vom Schottentor am Universitätsring westwärts zur Zweierlinie und zum Beginn der Alser Straße beim Frankhplatz und bildet die Grenze zwischen dem 1. Wiener Gemeindebezirk, Innere Stadt, und dem 9. Bezirk, Alsergrund. Sie wurde 1873 angelegt, im Jahr des Baubeginns des mit einer Seitenfront an den südlichen Straßenrand angrenzenden Hauptgebäudes der Universität Wien. Neben ihm erstreckt sich die südliche Straßenseite nur auf drei Häuserblöcke, die nördliche nur auf zwei, da am Schottentor der große Rooseveltplatz mit der das Viertel optisch beherrschenden Votivkirche und dem Sigmund-Freud-Park nördlich an die Straße anschließt.

## Lage und Charakteristik
Das Gebiet gehörte im Mittelalter zur außerhalb der Stadtmauer gelegenen Vorstadt vor dem Schottentor. Nach der Ersten Türkenbelagerung 1529, in der die Vorstadt zerstört wurde, wurde es Teil des Josefstädter Glacis, das als Schussfeld freigehalten wurde. Im 19. Jahrhundert bestand hier ein Exerzier- und Paradeplatz; er wurde aufgegeben, nachdem der Kaiser sich 1857 für die Demolierung der Stadtmauer und die Anlage der Wiener Ringstraße auf dem Glacis entschieden hatte und es Bürgermeister Cajetan von Felder gelungen war, ihn von der Auflassung des Platzes zu Gunsten des neuen Rathausviertels zu überzeugen.

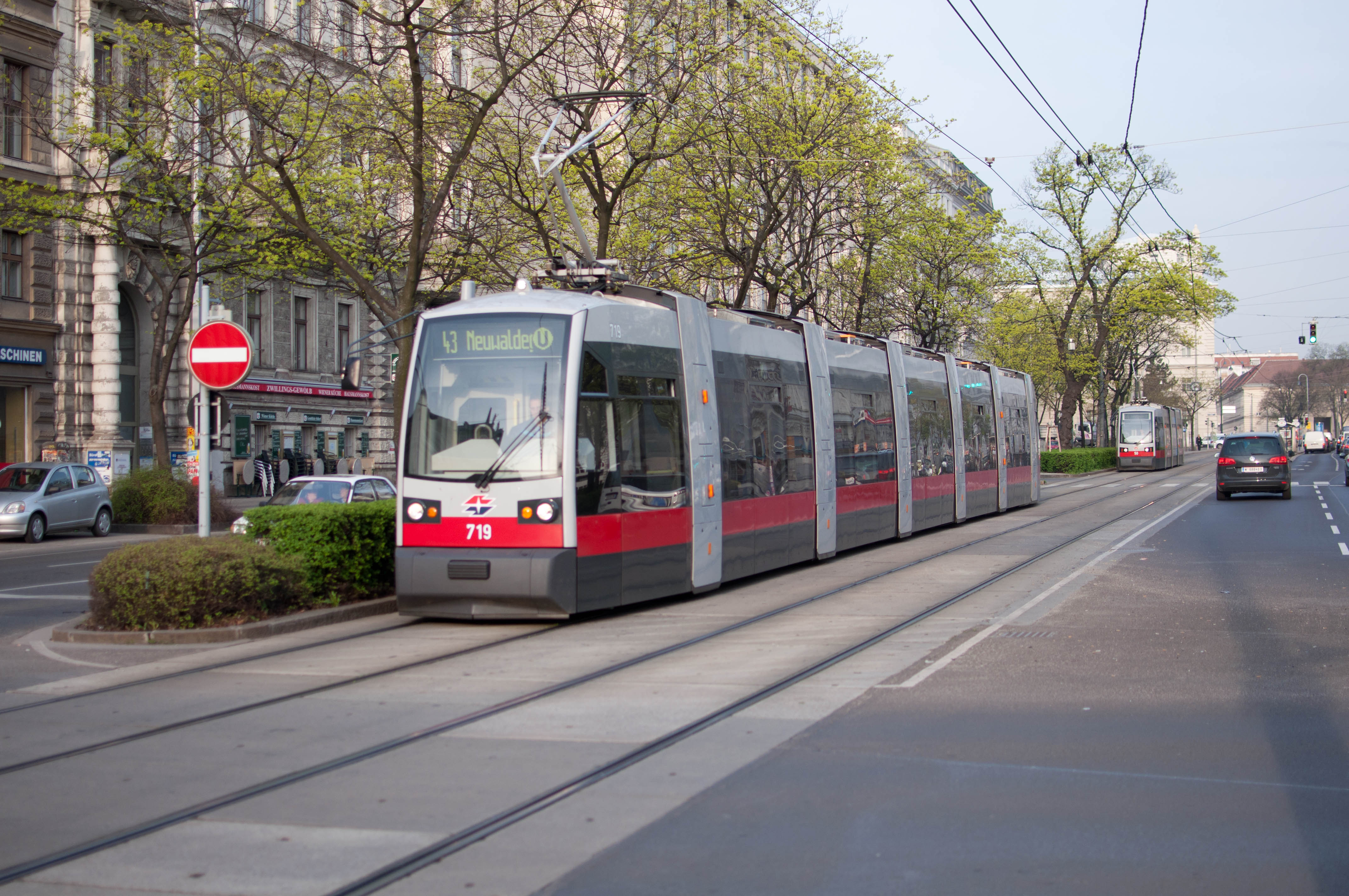
Straßenbahnlinie 43 in der Universitätsstraße (2011)

Die Universitätsstraße wurde nun als nördlicher Abschluss des einheitlich geplanten und gebauten Rathausviertels zwischen Ringstraße und Zweierlinie projektiert. Sie wurde ein nur kurzer, aber wichtiger und stark befahrener Straßenzug im Zentrum Wiens. Schon Jahre vor ihrer amtlichen Benennung führte ab 1865 die erste Pferdetramwaylinie Wiens, betrieben von der privaten Wiener Tramway-Gesellschaft, vom Schottentor zur Wattgasse in Hernals durch die Straße nach Westen. Als neuestes öffentliches Verkehrsmittel verläuft seit 1980 die U-Bahn-Linie U2 im Abschnitt Rathaus–Schottentor im Tunnel unter einem Großteil der Straße.
Die Straßenbahnlinien 43 und 44 (die „Elektrische“ hatte die Pferdetramway 1901 abgelöst und verwendete von 1907 an diese Liniensignale) benützen seit 1961 die damals neu gebaute oberirdische Umkehrschleife beim Jonas-Reindl am Schottentor, verkehren hier in der Straßenmitte auf eigenem Gleiskörper und setzen ihre Fahrt westwärts in der Alser Straße fort. Radfahrstreifen sind auf beiden Straßenseiten benützbar.
Die Grenze zwischen 1. und 9. Bezirk befindet sich nicht, wie in Buchplänen eingezeichnet, in der Mitte der Universitätsstraße, sondern laut elektronischem Stadtplan der Stadtverwaltung direkt an den Gebäudekanten der südlichen Straßenseite. Alle Fahrbahnen und Gehsteige der Universitätsstraße zählen daher zum 9. Bezirk.
Dominierend an der Universitätsstraße sind die Gebäude der Wiener Universität. Zwei Häuserblöcke westlich ihres Hauptgebäudes befindet sich das so genannte Neue Institutsgebäude. Außerdem sind in den wenigen Wohn- und Geschäftshäusern weitere universitäre Einrichtungen untergebracht. Daher herrscht bei den zahlreichen Passanten auf der Straße ein junges, studentisches, auch internationales Erscheinungsbild vor. Das architektonische Straßenbild besteht (ausgenommen das Neue Institutsgebäude von Anfang der 1960er Jahre) durchgehend wie zur Entstehungszeit der Straße im letzten Viertel des 19. Jahrhunderts aus unter Denkmalschutz stehenden historistischen repräsentativen Gebäuden.

## Gebäude

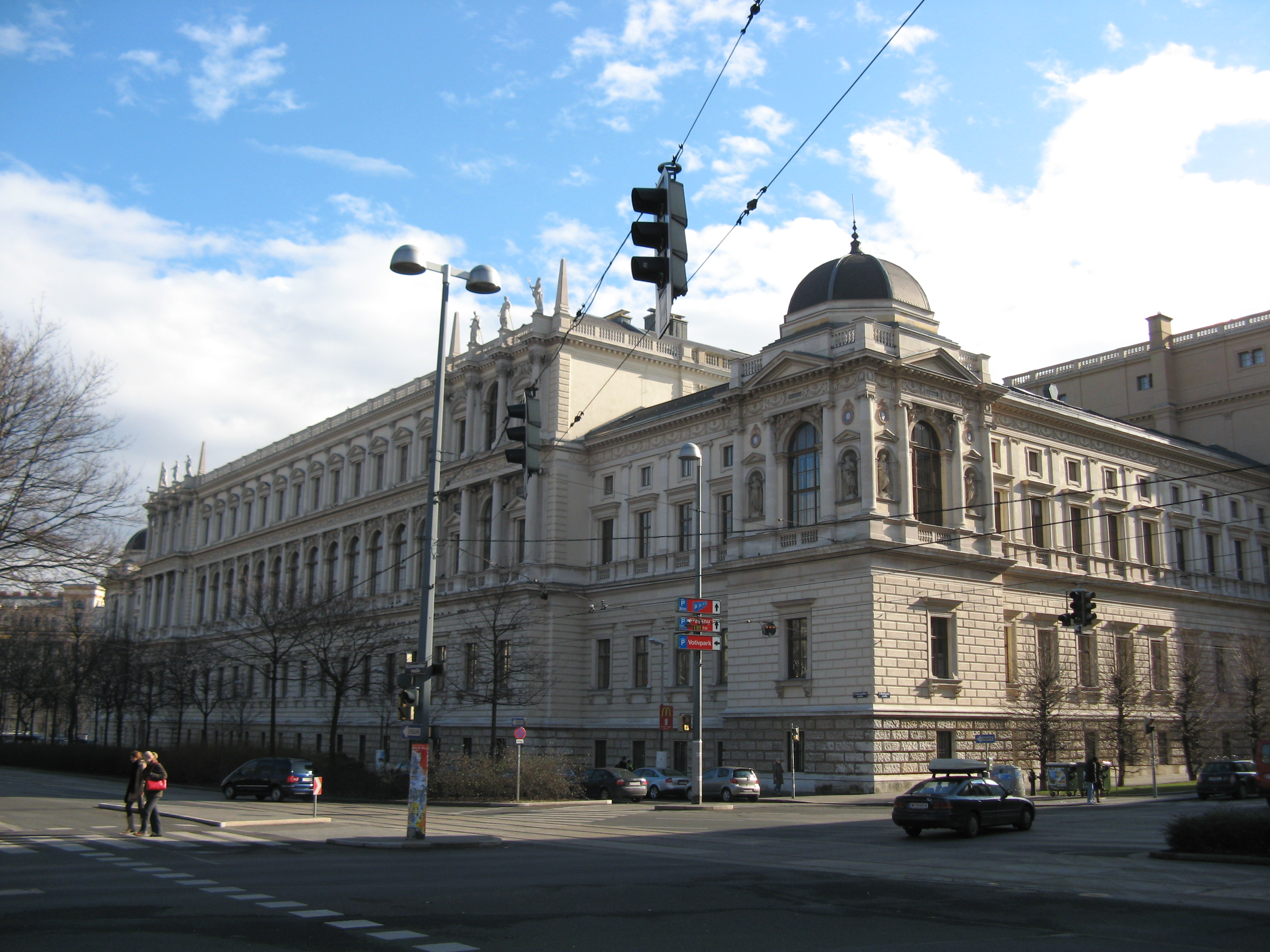
Seitenfront der Wiener Universität an der Universitätsstraße

(Häuser mit geraden Nummern an der nördlichen Straßenseite im 9. Bezirk, mit ungeraden Nummern an der südlichen Straßenseite im 1. Bezirk)

### Nr. 1: Hauptgebäude der Universität Wien
Fast die Hälfte der südlichen Verbauung der Universitätsstraße wird von der Seitenfront des Hauptgebäudes der Universität Wien eingenommen, deren Hauptfront am Universitätsring 1 liegt. Dieser große, repräsentative Ringstraßenbau wurde in den Jahren 1873 bis 1884 von Heinrich von Ferstel errichtet, der 1856–1879 an der gegenüberliegenden Votivkirche und 1873–1875 auch am schräg hinter dieser befindlichen Wohnhaus Universitätsstraße 2 arbeitete. Das Universitätsgebäude ist eines der bedeutendsten Beispiele eines späthistoristischen Monumentalbaus in Wien und auf seine Weise singulär. Es beruht auf einem komplexen Grundrisssystem nach dem Vorbild barocker Klosteranlagen und besteht aus zwei Trakten mit jeweils vier Höfen, die um einen großen, arkadierten Innenhof liegen. Ein Festsaal auf der Frontseite und der Bibliothekstrakt auf der Rückseite verbinden die beiden Trakte. Die Seitenfront zur Universitätsstraße wird durch Risalite und Säulen (ionische im 1. Obergeschoß, korinthische im 2. Obergeschoß) gegliedert. Sie wird bekrönt durch Obelisken und durch Figuren von Johann Silbernagel und Anton Paul Wagner, die Gestalten darstellen, die die medizinische Fakultät symbolisieren.

### Nr. 2
Die um die Ecke gelegene Hauptfront des Neorenaissance-Gebäudes führt die Adresse Rooseveltplatz 1–3. Es wurde 1873–1875 von Heinrich von Ferstel und Karl Köchlin errichtet. Ferstel baute zur gleichen Zeit am Hauptgebäude der Universität und an der Votivkirche.

### Nr. 3: Arkadenhaus
Das Arkadenhaus liegt Ecke Reichsratsstraße 15–17 gegenüber der Hinterseite des Universitätsgebäudes. Es wurde in Formen der Wiener Neurenaissance 1881–1882 von Ludwig Tischler erbaut und 1887–1889 von Wilhelm Stiassny erweitert.

### Nr. 4, 6, 8

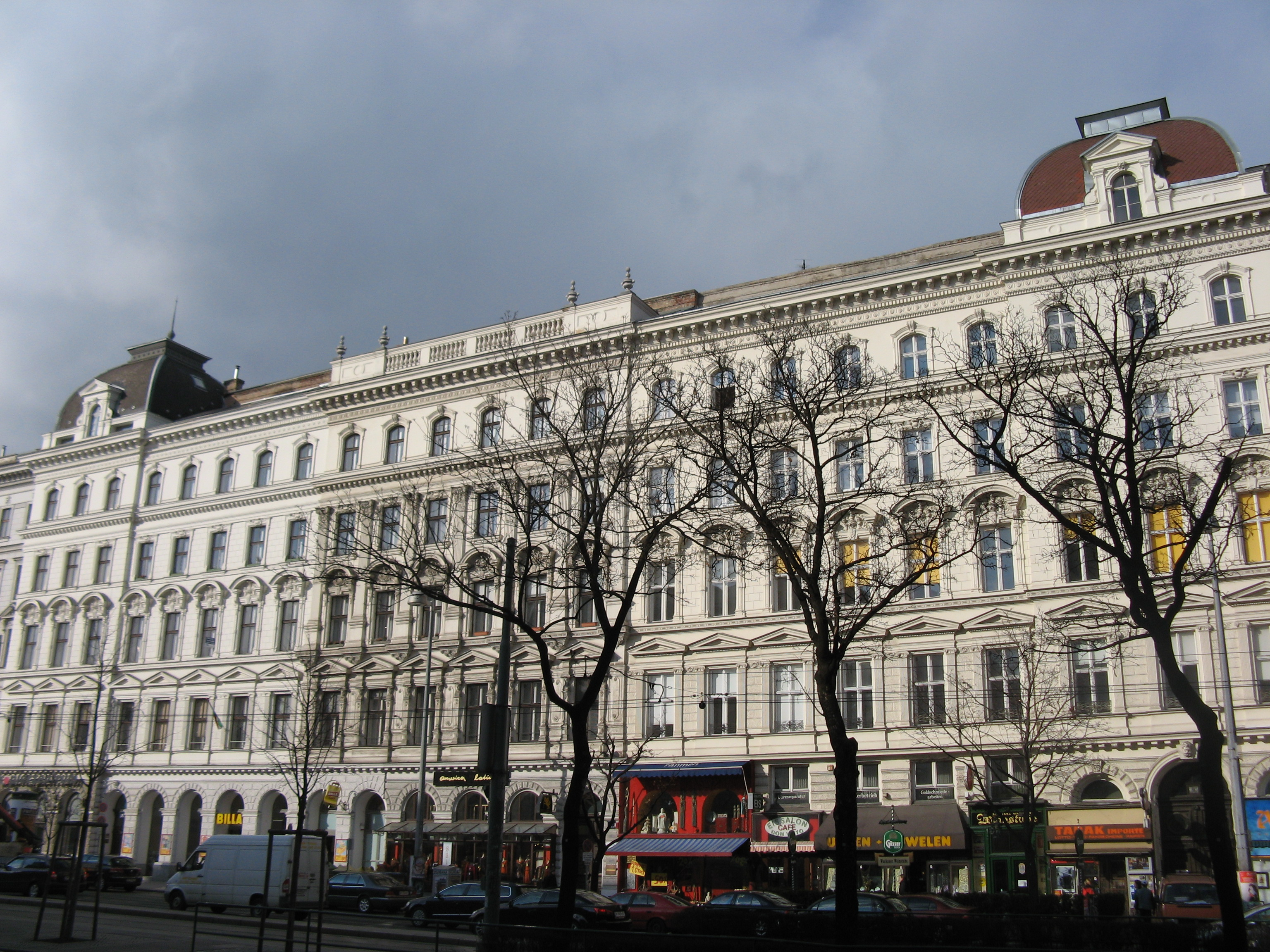
Universitätsstraße 4–8 (1880–1881) von Ludwig Tischler

Das monumentale, aus drei Hauseinheiten bestehende, einheitliche Wohn- und Geschäftshaus wurde 1880–1881 von Ludwig Tischler geschaffen. Es handelt sich um ein strenghistoristisches Bauwerk mit überkuppelten Eckrisaliten und einem breiten Mittelrisalit und Attikabalustrade. Die einzelnen Foyers sind unterschiedlich mit Pilastern und Platzl- bzw. Tonnengewölben gestaltet.
Von 1893 bis 1900 wurde hier die Arbeiter-Zeitung, das Zentralorgan der Sozialdemokraten, gedruckt. Auf Nr. 6 befindet sich seit 1999 der Sitz der Heraldisch-Genealogischen Gesellschaft Adler, auf Nr. 8 war bis 2016 die Botschaft von Tadschikistan.

### Nr. 5: ehem. Haus Reitzes
Das ehemalige Haus Reitzes wurde 1878–1879 von Wilhelm Fraenkel erbaut. Das bemerkenswerte Eckhaus zur Ebendorferstraße ist in Formen der Wiener Neurenaissance gestaltet. Der Seitenrisalit besitzt einen polygonalen zweigeschoßigen Erker, der von Hermen getragen wird. Ebenfalls von Hermen getragen wird der Mittelrisalit der Seitenfront, der auch Balkone mit durchbrochenen Steinbalustraden besitzt. Das Foyer hinter dem gebänderten Säulenportal zeigt ionische Stuckmarmorsäulen, Ädikulanischen und eine Stuckkassettendecke, das Stiegenhaus besitzt Marmorsäulen.

### Nr. 7: Neues Institutsgebäude

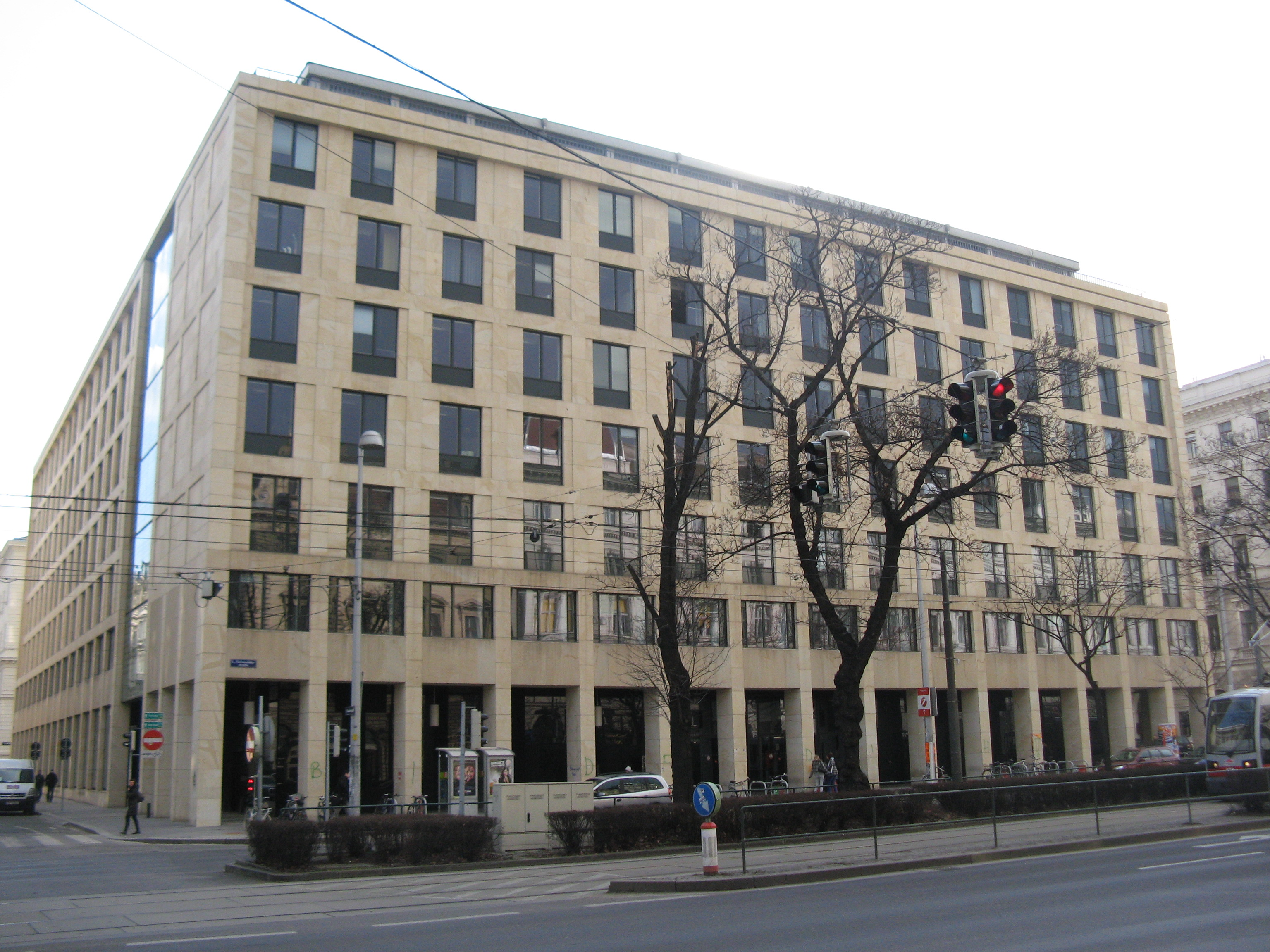
Neues Institutsgebäude der Universität Wien (1960–1962) nach der Restaurierung von 2002

Hier befand sich zuvor das Korpskommandogebäude Wien des Heeres. Es wurde 1871–1874 von Carl Wilhelm Christian von Doderer erbaut. In dem großen Gebäudekomplex befanden sich wichtige Heeresdienststellen, unter anderen auch das Militär-Appellationsgericht. In der Ersten Republik waren hier nach 1918 das Heeresinspektorat und die Brigadekommanden I und II mit dem Wiener Stadtkommandanten untergebracht. Während der Zeit des Nationalsozialismus befanden sich im Gebäude das Stadtkommando und das für die Region Wien zuständige Wehrkreiskommando XVII. Durch Bombentreffer wurde das Gebäude aber 1945 so schwer beschädigt, dass es schließlich Ende der 1950er Jahre abgerissen wurde. Das Projekt eines Neubaus für die Universitätsbibliothek scheiterte.
An seiner Stelle errichteten Alfred Dreier und Otto Nobis 1960–1962 das Neue Institutsgebäude der Universität Wien, das einzige Gebäude der Universitätsstraße, das das historistische Ensemble unterbricht. Ab 2002 fand eine Restaurierung statt, bei der die Steinverkleidung der Fassade erneuert wurde. Außerdem wurden die Loggien in der Rathausstraße und in der Ebendorferstraße verbaut.

### Nr. 9
Das Gebäude liegt Ecke Rathausstraße 21 und wurde 1880–1881 von Anton Adametz in strenghistoristischen Formen errichtet.

### Nr. 10
Am Eckhaus zur Garnisongasse befindet sich eine Gedenktafel für den Kirchenrechtler Willibald Plöchl aus dem Jahre 2007, der aus legitimistischer Gesinnung heraus gegen den Nationalsozialismus kämpfte. Er wohnte in dem Gebäude von 1948 bis zu seinem Tod 1984.

### Nr. 11

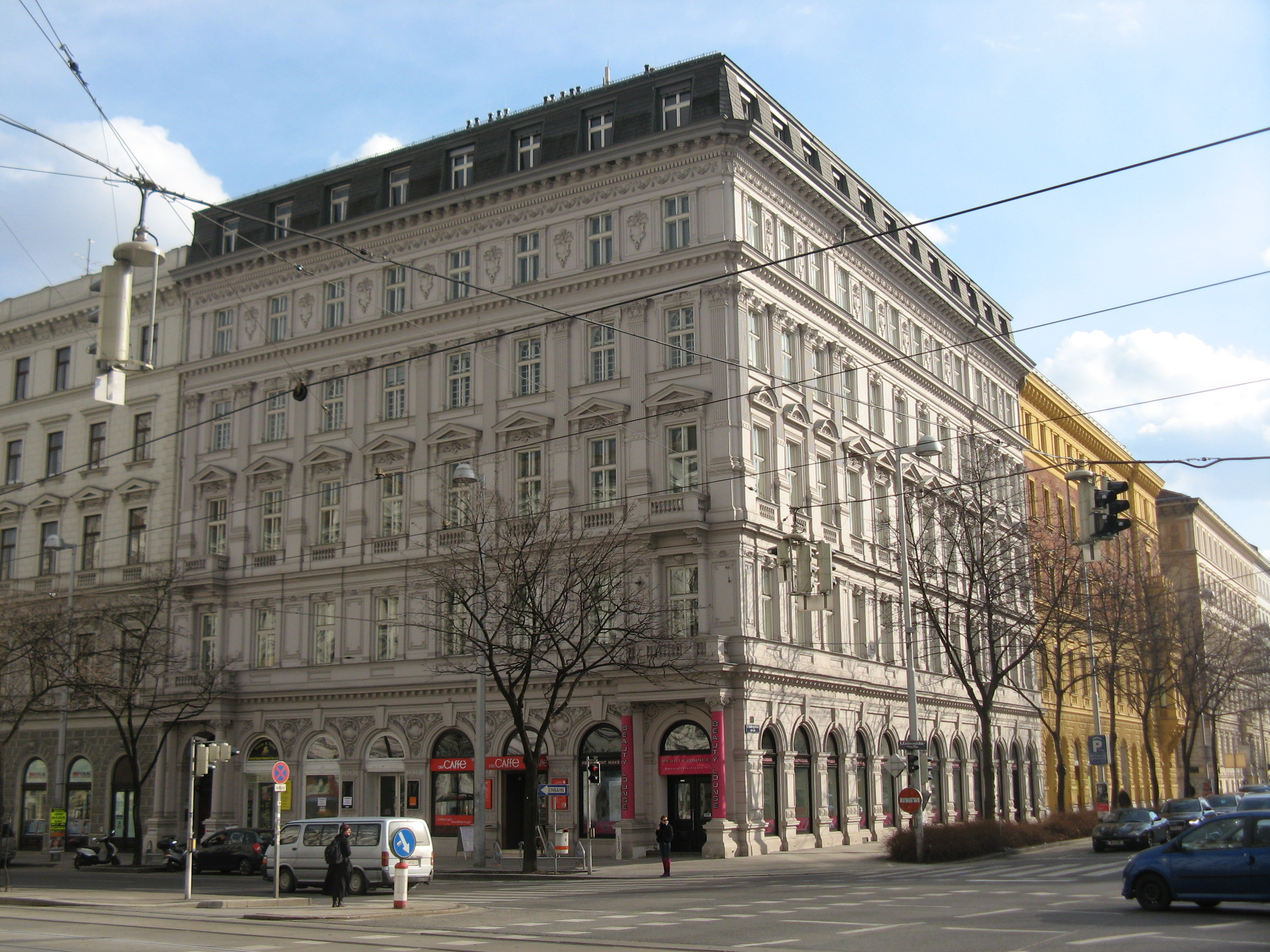
Universitätsstraße 11 (1880–1881) von Ludwig Tischler

Das Eckhaus zur Landesgerichtsstraße wurde 1880–1881 von Ludwig Tischler erbaut. Es ist im Stile der Wiener Neurenaissance gestaltet. Gegliedert wird es durch Sockelarkaden, deren Zwickel reich dekoriert sind, durch korinthische Riesenpilaster im Bereich von zweitem und drittem Obergeschoß und durch Säulenportale mit Balkonen. Im Vestibül befinden sich korinthische Pilaster mit Hermesköpfen, Ädikulanischen mit weiblichen Masken und eine Stuckdecke.
Im Gebäude befand sich das Café Beethoven, in dem Studenten und Literaten wie Anton Wildgans, Stefan Zweig und Hugo Bettauer, aber auch Sigmund Freud verkehrten. Heute ist an dessen Stelle das Café Stadtkind geöffnet.

### Nr. 12: Hosenträgerhaus

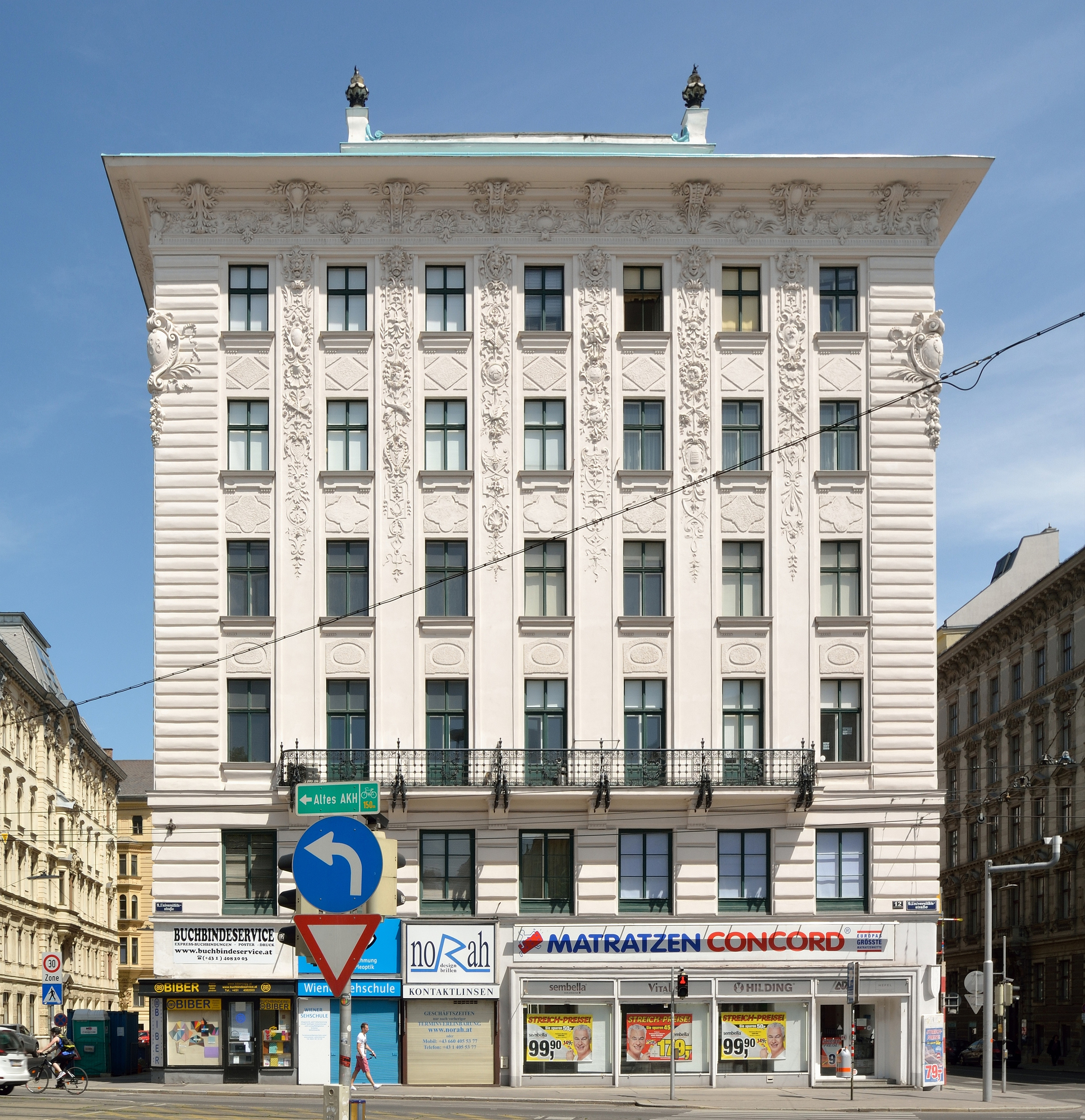
Universitätsstraße 12: "Hosenträgerhaus" von Otto Wagner, 1887 / 1888

Das sogenannte Hosenträgerhaus, ein Wohn- und Geschäftshaus, befindet sich Ecke Garnisongasse 1 und wurde 1887–1888 von Otto Wagner errichtet. Es bildet von der Landesgerichtsstraße gesehen einen markanten Blickfang. Der inoffizielle, etwas spöttische Name bezieht sich auf senkrechte Schmuckbänder an der Hauptfassade in der Universitätsstraße. Das Haus hat kein direktes Vis-à-vis; es blickt in die Längsachse der hier sehr breiten Landesgerichtsstraße.